# 淡绿蓬腿蜂鸟
淡绿蓬腿蜂鸟（学名：Haplophaedia aureliae），是雨燕目蜂鸟科的一种鸟类。
淡绿蓬腿蜂鸟体重约5.2克，翼长约56.8毫米，嘴峰长约21.8毫米，喙宽度约2.3毫米，喙厚度约2毫米，跗蹠长约5.7毫米，尾长约38.9毫米。淡绿蓬腿蜂鸟在其分布区内为留鸟，其栖息在密集的高大树木组成的森林中，食性为草食性，主要食物来源是植物的花蜜。

## 亚种
- ：分布于巴拿马极东部和邻近的哥伦比亚西北部。
- ：分布于巴拿马极东部地区。
- ：分布于巴拿马东南部山区至哥伦比亚西部和中部的安第斯山脉。
- ：分布于哥伦比亚的东安第斯山脉。
- ：分布于厄瓜多尔安第斯山脉的东坡。
- ：分布于厄瓜多尔东南部和秘鲁北部的安第斯山脉东坡。[4]